# Comté de Hooker
Le comté de Hooker est un comté de l'État du Nebraska, aux États-Unis. Son siège est la ville de Mullen.